# جيبسون أثرتون
جيبسون أثرتون هو محامي وقاضي وسياسي أمريكي، ولد في 19 يناير 1831 في نيوارك في الولايات المتحدة، وتوفي بنفس المكان في 10 نوفمبر 1887. نشط حزبياً في الحزب الديمقراطي. وقد انتخب عضو مجلس النواب الأمريكي ‏.